# Monnina mucronata
Monnina mucronata är en jungfrulinsväxtart som beskrevs av Arech.. Monnina mucronata ingår i släktet Monnina och familjen jungfrulinsväxter. Inga underarter finns listade i Catalogue of Life.